# Chuck Behler
Chuck Behler (Livonia, 13 giugno 1965) è un batterista statunitense, noto come membro dei Megadeth.

## Biografia
Fece parte dei Megadeth dal 1987 al 1988, e suonò So Far, So Good... So What! , prima di essere espulso dal leader Dave Mustaine. È apparso anche nel documentario The Decline of Western Civilization Part II: The Metal Years.
Dave Mustaine conobbe Behler in quanto il precedente batterista della band, Gar Samuelson, lo aveva come tecnico per la batteria. In seguito, Behler fu rimpiazzato anch'esso dal suo tecnico Nick Menza.
Nel febbraio 2023 è tornato a suonare la batteria con i "Kings of Thrash", una show-band fondata dai suoi ex-compagni nei Megadeth, David Ellefson e Jeff Young. 